# 帕拉林匹克運動會憲章
帕拉林匹克憲章（Paralympic Charter）是一套約束帕拉林匹克運動會運作的規則和條例的名稱。它規定了國際帕拉林匹克委員會和帕拉林匹克運動其他成員（包括國家帕拉林匹克委員會和其他體育機構）的章程。帕拉林匹克憲章與奧林匹克憲章相對應。
學術評論員指出，憲章和其他關鍵文件中表達的帕拉林匹克運動目標是「模糊的」，並不一定如理想中那樣與奧林匹克憲章明確區分。

## 外部連結
- IPC 手冊